# Kalisari (Randublatung)
Kalisari is een bestuurslaag in het regentschap Blora van de provincie Midden-Java, Indonesië. Kalisari telt 2361 inwoners (volkstelling 2010).